# جاناتان دیوید شاو
جاناتان دیوید شاو (انگلیسی: Jonathan Shaw؛ زادهٔ ۲۲ نوامبر ۱۹۵۷) فرد نظامی اهل بریتانیا است. وی همچنین برندهٔ جوایزی همچون نشان حمام و نشان امپراتوری بریتانیا شده‌است.